# 埃戈尔茨巴赫附近拜尔巴赫
埃戈尔茨巴赫附近拜尔巴赫是德国巴伐利亚州的一个市镇。总面积25.42平方公里，总人口1754人，其中男性866人，女性888人（2011年12月31日），人口密度69人/平方公里。